# Die Sonne von St. Moritz (1923)
Die Sonne von St. Moritz ist ein deutsches Stummfilm-Drama aus dem Jahre 1923 von Hubert Moest mit seiner früheren Gattin Hedda Vernon in der weiblichen Hauptrolle. An ihrer Seite spielt Johannes Riemann.

## Handlung
Die elegante und lebenslustige wie ebenso unbedachte Hedda ist eine Dame von Welt, die jedoch unglücklich mit einem kränkelnden, ungeliebten Mann verheiratet ist. Anstatt sich ihm zu widmen, bevorzugt die Frau lieber die Gesellschaft des smarten, ansehnlichen Arztes Dr. Heinemann, was Heddas Ehemann nur noch mehr betrübt. Als Hedda eines Abends einen großen Maskenball besuchen möchte und aus diesem Grund ihren nervenden Gatten ruhig stellen will, mischt sie ihm ein Schlafmittel in sein Trinkglas, das dem gesundheitlich ohnehin schon angeschlagenen Alten endgültig den Rest gibt. Dr. Heinemann erkennt sofort den wahren Grund für das Ableben von Heddas Ehemann, bewahrt sein Geheimnis jedoch für sich und gibt als Todesursache einen Herzschlag an. Doch er verlangt dafür von Hedda, dass diese nie mehr wieder seine Wege kreuzen möge …
Ein Jahr ist seitdem vergangen. Dr. Heinemann weilt gerade im Schweizer Wintersportgebiet des Engadin und will die Sonne von St. Moritz, wie der Filmtitel verrät, genießen. Dabei hilft ihm die hübsche Tochter eines gleichfalls hier urlaubenden Amerikaners. Heinemann und die junge Frau verlieben sich ineinander. Der gleichfalls anwesende Dr. Mayr, der sowohl Heinemann als auch Hedda kennt, informiert letztere von den zarten Banden, die sich in St. Moritz entspinnen, worauf Hedda augenblicklich anreist, um durch Intrigen Heinemann und die junge Amerikanerin wieder auseinanderzubringen. Obwohl ihr das auch gelingt, ist Heinemann nicht bereit, zu Hedda zurückzukehren. In der Zwischenzeit kommt Dr. Mayr dem dunklen Geheimnis, das Heinemann und Hedda miteinander verbindet, auf die Spur. Als Mayr und Hedda eine Rodelpartie auf einem Rennschlitten unternehmen, versucht der Mediziner Hedda ein Geständnis bezüglich der Tötung ihres Gatten abzupressen. Dabei kommt es zur Katastrophe: Der Schlitten überschlägt sich, und beide kommen dabei ums Leben.

## Produktionsnotizen
Die Sonne von St. Moritz entstand im Winter 1923 mit Außenaufnahmen im Engadin, passierte die Filmzensur am 24. Mai 1923 und wurde kurz darauf uraufgeführt. Der mit Jugendverbot belegte Sechsakter besaß eine Länge von 2061 Meter.
Die Filmbauten entwarf Fritz Lederer.
Derselbe Stoff wurde 1954 von Arthur Maria Rabenalt erneut verfilmt.

## Kritik
Im Salzburger Volksblatt ist zu lesen: „Die Sonne von St. Moritz“ benützt wundervolle Motive aus der Schweizer Bergwelt in ihrer Winterpracht und stellt eine Reihe von deutschen Künstlern … und vor allem als Star Johannes Riemann in den Dienst der Verfilmung von Paul Oskar Höckers Sportroman. Nur will es mir scheinen, daß selbst große Bühnensterne wie Riemann noch immer nicht auf das veränderte Wesen der Schminkkunst für den Film gekommen sind, denn auch ein Nervenarzt müßte nicht wie ein Totenkopf aussehen. Prächtige Sportbilder veranschaulichen das Treiben in der Schweizer Wintersportzentrale.“